# Brendan Meyer
Brendan Meyer (Kitchener, 2 ottobre 1994) è un attore canadese.
Conosciuto principalmente per il ruolo di Adam Young nella serie televisiva Professor Young.

## Biografia
Brendan è nato a Kitchener, Ontario. È un attore con formazione teatrale. Ha recitato in tutto il Nord America: Los Angeles, Toronto e Vancouver, così come la sua città natale Edmonton. Ha scritto alcune sceneggiature e cortometraggi che spera di dirigere e produrre in futuro.
Brendan si è esibito per tre stagioni al Freewill Shakespeare Festival a Edmonton. I suoi ultimi lavori teatrali includono Macbeth, Much Ado About Nothing, Titus Andronicus, Comedy of Errors, Richard III (al festival Freewill), e Beneath The Ice (Fringe Adventures Theatre). Ha fatto anche il regista per numerose produzioni (Fourteen, The Tempest) e recitazioni (The Haunting of Hathaway House, The Tempest, Twelfth Night and An Unnatural Turn) progetti con il Celsius Youth Theatre, dove è co-direttore artistico.
Un professionista del teatro di William Shakespeare, molti dei suoi adattamenti sono proprio quelli del citato poeta. Brendan è un frequentatore appassionato di teatro, si è recato a New York, Londra e Stratford-upon-Avon per vedere molti spettacoli teatrali. Quando ha tempo libero, lo si può trovare di fronte a uno schermo cinematografico, studiando i grandi attori, come Humphrey Bogart, Leonardo DiCaprio e di tutto su Woody Allen.

## Filmografia

### Cinema
- Freezer Burn: The Invasion of Laxdale, regia di Grant Harvey (2008)
- L'acchiappadenti (Tooth Fairy), regia di Michael Lembeck (2010)
- Supercuccioli - Un'avventura da paura! (Spooky Buddies), regia di Robert Vince (2011)
- Leap 4 Your Life, regia di Gary Hawes (2013)
- The Guest, regia di Adam Wingard (2014)
- Il Virginiano (The Virginian), regia di Thomas Makowski (2014)
- La ragazza di porcellana (Thinspiration), regia di Tara Miele (2014)
- Only Humans, regia di Vanessa Knutsen (2018)
- When Jeff Tried to Save the World, regia di Kendall Goldberg (2018)
- All These Small Moments, regia di Melissa Miller Costanzo (2018)
- Unfollowed, regia di Bryce McGuire (2018)
- Il colore venuto dallo spazio (Color Out of Space), regia di Richard Stanley (2019)
- Only Humans, regia di Vanessa Knutsen (2019)
- The Friendship Game, regia di Scooter Corkle (2022)

### Televisione
- Waking Up Wally: The Walter Gretzky Story, regia di Dean Bennett – film TV (2005)
- Il segreto di Jacob (For the Love of a Child), regia di Douglas Barr – film TV (2006)
- Blood Ties – serie TV, 1 episodio (2007)
- Dinosapien – serie TV, 15 episodi (2007)
- The Secret of the Nutcracker, regia di Eric Till – film TV (2007)
- The Assistants – serie TV, 1 episodio (2009)
- Christmas in Canaan, regia di Neill Fearnley – film TV (2009)
- Everyday Kid, regia di Fred Savage – film TV (2010)
- R.L. Stine's The Haunting Hour – serie TV, 5 episodi (2010-2013)
- Professor Young (Mr. Young) – serie TV, 80 episodi (2011-2013)
- Girl vs. Monster, regia di Stuart Gillard – film TV (2012)
- Life with Boys – serie TV, 1 episodio (2013)
- Cedar Cove – serie TV, 1 episodio (2013)
- Garage Sale Mystery – serie TV, 3 episodi (2013-2015)
- The Christmas Ornament, regia di Mark Jean – film TV (2013)
- CSI - Scena del crimine (CSI: Crime Scene Investigation) – serie TV, 1 episodio (2014)
- The 100 – serie TV, 2 episodi (2014)
- Here's Your Damn Family – serie TV (2014)
- Backstrom – serie TV, 1 episodio (2015)
- Motive – serie TV, 1 episodio (2015)
- Falling Skies – serie TV, 1 episodio (2015)
- Best Friends Whenever – serie TV, 1 episodio (2015)
- Fear the Walking Dead: Flight 462 – serie web, 16 episodi (2015-2016)
- iZombie – serie TV, 2 episodi (2015)
- Fear the Walking Dead – serie TV, 1 episodio (2016)
- Parker and the Crew, regia di Viet Nguyen – film TV (2016)
- T@gged – serie TV, 12 episodi (2016-2018)
- The OA – serie TV, 12 episodi (2016-2019)
- Hudson & Rex – serie TV, 1 episodio (2019)
- Tribal – serie TV, 4 episodi (2021)

## Doppiatori italiani
Nelle versioni in italiano dei suoi film, Brendan Meyer è stato doppiato da:
- Mirko Cannella in Supercuccioli - Un'avventura da paura!, Cedar Cove, iZombie
- Paolo De Santis in Professor Young, Girl vs Monster
- Tommaso Zalone in Garage Sale Mystery
- Alessandro Sanguigni in CSI - Scena del crimine
- Danny Francucci in La ragazza di porcellana
- Tito Marteddu in Falling Skies
- Francesco Ferri in Best Friends Whenever
- Alex Polidori in Motive
- Jacopo Bonanni in The OA
- Alessio De Filippis in Hudson & Rex

## Riconoscimenti
- 2010 – Young Artist Award[2]
  - Nomination Miglior performance in un Film TV, Miniserie e Special – Giovane attore protagonista per Christmas in Canaan
  - Nomination Miglior performance in una serie televisiva – Giovane attore guest star di anni 14 e oltre per The Assistants

- 2013 – Leo Awards
  - Nomination Best Performance in a Youth or Children's Program or Series per Professor Young (ep. "Mr Rock Star")

- 2014 – Joey Awards
  - Young Actor Age 16-19 in a TV Series Drama or Comedy Guest Starring or Principal Role per CSI - Scena del crimine
  - Nomination Young Actor in a Feature Film, Made for Television/Straight to Video Feature Principal or Supporting Role per The Christmas Ornament
  - Nomination Young Actor Age 10-19 or Younger in a TV Series Comedy/Action Leading Role per Professor Young

- 2014 – Canadian Screen Awards
  - Nomination Best Performance in a Children's or Youth Program or Series per Professor Young (ep. "Mr. Time")

- 2015 – Joey Awards
  - Best Actor in a TV Action Guest Starring Role per Motive
  - Nomination Best Actor in a Made for TV/Straight to Video Feature Leading Role per Garage Sale Mystery: Non è oro tutto ciò che luccica
  - Nomination Best Actor in a Feature Film Leading Role per The Guest

- 2016 – Canadian Screen Awards
  - Nomination Best Performance in a Guest Role, Dramatic Series per Motive (ep. "Caduta libera")

- 2016 – Rahway International Film Festival
  - Miglior attore in un cortometraggio per Birthday Boy

- 2018 – The BAM Awards
  - Nomination Miglior attore per All These Small Moments
  - Nomination Miglior cast per All These Small Moments (con Molly Ringwald, Jemima Kirke, Harley Quinn Smith, Brian d'Arcy James, Roscoe Orman, Salena Qureshi e Sam McCarthy)

- 2021 – IndieFEST Film Awards
  - Award of Excellence Special Mention – LGBT Shorts per Home Again